# Giro dell'Appennino 1954
Il Giro dell'Appennino 1954, quindicesima edizione della corsa, si svolse il 1º agosto 1954, su un percorso di 228 km. La vittoria fu appannaggio dell'italiano Giorgio Albani, che completò il percorso in 6h23'00", precedendo i connazionali Angelo Conterno e Luigi Cabrioli.
I corridori che partirono furono 67, mentre coloro che tagliarono il traguardo di Pontedecimo furono 42.

## Ordine d'arrivo (Top 10)
| Pos. | Corridore             | Squadra          | Tempo    |
| ---- | --------------------- | ---------------- | -------- |
| 1    | Giorgio Albani        | Legnano          | 6h23'00" |
| 2    | Angelo Conterno       | Fréjus           | s.t.     |
| 3    | Luigi Cabrioli        | Guerra           | s.t.     |
| 4    | Giuseppe Buratti      | Urago            | s.t.     |
| 5    | Tranquillo Scudellaro | Legnano          | a 42"    |
| 6    | Rino Benedetti        | Legnano          | a 1'00"  |
| 7    | Luciano Giancola      | Legnano          | s.t.     |
| 8    | Bruno Monti           | Arbos            | s.t.     |
| 9    | Donato Zampini        | Bartali-Brooklin | s.t.     |
| 10   | Alfredo Martini       | Lygie            | s.t.     |